# Jan Michałowski (pilot)
Jan Michałowski (ur. 30 sierpnia 1909 w Białymstoku, zm. 21 marca 1943 w Exeterze) – major pilot Polskich Sił Powietrznych w Wielkiej Brytanii, kawaler Krzyża Srebrnego Orderu Wojennego Virtuti Militari.

## Życiorys
Syn Pawła i Teofili z Gawryluków. W 1920 rozpoczął naukę w gimnazjum im. króla Zygmunta Augusta w Białymstoku. Egzamin maturalny zdał w 1929 i rozpoczął studia prawnicze na Uniwersytecie Warszawskim.  W 1930 został powołany do odbycia służby wojskowej, służył w 5 batalionie podchorążych rezerwy piechoty w Krakowie, następnie wstąpił do Szkoły Podchorążych Lotnictwa w Dęblinie. Szkołę ukończył z 16 lokatą. Mianowany 15 sierpnia 1933 porucznikiem i skierowany do 1 pułku lotniczego w Warszawie. W Centrum Wyszkolenia Oficerów Lotnictwa w Dęblinie odbył kurs pilotażu, a w Grudziądzu kurs wyższego pilotażu. Na stopień porucznika został mianowany ze starszeństwem z 19 marca 1938 i 5. lokatą w korpusie oficerów lotnictwa, grupa liniowa. W marcu 1939 pełnił służbę na stanowisku zastępcy dowódcy eskadry treningowej.
Podczas kampanii wrześniowej w 1 plot. dowodził eskadrą. Ewakuował się 17 września przez Rumunię do Francji, a następnie odpłynął w grudniu 1939 do Anglii. 
Podczas bitwy o Anglię był dowódcą eskadry w dywizjonie 300, a od 23 lipca 1942 dowódcą 307 dywizjonu myśliwskiego nocnego „Lwowskich Puchaczy” w Exeter. Na samolocie De Havilland Mosquito Mk II (nr ser. DZ 261, znaki EW-V) wraz z nawigatorem F/Lt S.B. Bogdanem Szkopem wystartował 21 marca 1943 do nocnego lotu treningowego. Samolot dwusilnikowy, którym powracali z lotu jeden z silników przestał działać, uległ uszkodzeniu. Podczas lądowania na drugim sprawnym silniku samolot rozbił się, a obaj lotnicy zginęli.
Major Jan Michałowski został pochowany na Higher Cemetery w Exeterze, grób nr ZK 177.

## Ordery i odznaczenia
- Krzyż Srebrny Orderu Wojennego Virtuti Militari nr 9098[1]
- Krzyż Walecznych – czterokrotnie
- Medal Lotniczy – dwukrotnie
- Distinguished Flying Cross (odznaczenie brytyjskie)

## Upamiętnienie
Jan Michałowski jest patronem ulicy w Białymstoku (osiedle Dojlidy).